# 地球冒險系列
地球冒险系列（又译作）是任天堂所推出的角色扮演遊戲系列，由日本著名廣告文宣創作家糸井重里创作。最早的作品《地球冒险》仅于1989年日本上市，游戏平台為红白机，原定于北美发售的英文版名叫“Earth Bound”，但之后因故取消发售。接著續作《地球冒险2》于1994年上市，平台為超级任天堂，并且本作於翌年在北美发售，并定名为“Earth Bound”。正因如此，红白机的《地球冒险》（初代），在北美被称作“Earth Bound Zero”。而系列最新作品《地球冒险3》僅在日本於2006年發行，平台為Game Boy Advance，美国任天堂并没有对本作进行本土化发行，因此有玩家翻譯出非官方美版。地球冒險系列製作人糸井重里表示，地球冒险系列的得名是受到约翰·列侬的歌曲《Mother》的重大影響。系列的三作並沒有直接關聯，可以視為分開的遊戲，但是三作的最終魔王都有關係。
和大多数日式RPG所不同的是，地球冒险系列并非建立在魔法、中世纪的世界观下，而是将舞台设置在现代美国。其中初代的故事直接发生在美国，系列的2代发生在鹰之大陆（拥有美国文化的假想世界），3代则发生在一个无名小岛（但也拥有西方文化背景）。游戏的敌人并非魔王恶兽，而是许多花鸟鱼虫，或奇怪的人类、生物，甚至有灵性的物体，以及故事情节中的外星来客。主角的武器也并非刀剑，而是一些生活用品，从棒球棍，到悠悠球，甚至平底锅。地球冒险系列在日本非常有人气，除了游戏产品，周边的T恤、漫画、音乐CD也非常流行。除了日本，由于游戏固有的美式背景，系列在北美也有很高的人气。当任天堂公布3代将不在北美发售的时候，美国玩家曾表现出强烈的不满，最终由民间兴趣小组制作了非官方英文版。

## 游戏列表

### 地球冒险
《地球冒险》为红白机平台，地球冒险系列的第一作，主角为任天。本作后来作为《地球冒险1+2》合集在Game Boy Advance平台于日本发售。本作没有发行英文版。《地球冒险》讲的是一个名叫任天的小男孩周游世界，并从外星人手中拯救世界的故事。在旅途中，他结交了许多朋友，并一路上遇到了形形色色的人，造访了许多奇异的场景，并展开一连串异想天开的冒险。本游戏在日本发售后引起了巨大轰动，评论者认为本作打破了传统角色扮演游戏的模式，开创了角色扮演游戏的一个新的时代。
美国任天堂翻译并制作了英文版，并以“Earth Bound”命名。尽管游戏的本土化和翻译工作在日本发售后一年内就已完成，并且游戏已经预订与1991年秋季在北美发售，但最终游戏还是在游戏已经广泛宣传并批量印刷卡带后取消了发售。《地球冒险》后来于日本在GBA掌机发售了《地球冒险1+2》合集，但日本任天堂方面在考量了市场规模后依然没有发售这款合集的北美版本。经过20余年的时间，任天堂宣布游戏在全球范围内登陆Wii U Virtual Console，也使得本作的官方英文版最终得以正式发行。

### 地球冒险2
《地球冒险2 基格的逆袭》为超级任天堂平台，地球冒险系列的第二作，主角为奈斯。同时也是在北美发行的第一作，也是唯一作。本作后来作为《地球冒险1+2》合集在GBA平台于日本发售。除此之外，在Wii U平台，本作的日版、美版于2013年登陆Virtual Console，欧版也开放下载，这是欧洲第一次发售本系列的游戏。
《地球冒险2》是《地球冒险》的续作，其中有许多角色、音乐等均延续自前作。本作包含了大量波普文化和实验要素，也融入了大量美式文化和黑色幽默。例如游戏中有一场和邻居的战斗，其背景音乐就与查克·贝里的名作《Johnny B. Goode》有许多相似之处，游戏中有一支摇滚乐队名叫“The Runaway Five”，这也是源于The Blues Brothers。游戏的许多角色和设定都与初代相似，但真正回归的角色只有外星来客基格。因此本作的日版拥有一个副标题“基格的复仇！”。由于美版没有初代，复仇就无从谈起，因此美版副标题为《对抗基格（美国译名为Giygas）的战争》。尽管《地球冒险》初代错失北美市场，但其续作在超级任天堂上得到了发售。但尽管如此，在美国的热销程度还是不如日本。游戏的主角为超能力少年奈斯，发售后在日本引起了巨大轰动。游戏的黑色幽默和社会讽刺成为了一时的话题。
2008年5月，《地球冒险》被加入了美国ESRB评分系统，以Wii平台游戏的身份获得了E评价。 但事实上，这是一场误会，Wii平台并没有发售过《地球冒险》，也未在Virtual Console发售，但ESRB的网站至今仍未修改这个错误。
2013年4月17日，在一次任天堂直面会上，任天堂总裁岩田聪宣布《地球冒险》将在北美登陆Wii U的Virtual Console再度发行。除此之外，欧洲地区也将登陆——这是PAL地区首次发售地球冒险系列的游戏。在此之前，任天堂已在日本的Wii U的Virtual Console中发售《地球冒险2》，并作为红白机三十周年纪念活动的一部分，限时廉价发售。事实上，美版也有NES纪念计划的游戏发售表，其余游戏均与日版相差无几，唯独将日版的《地球冒险2》替换为其他游戏。此举引起了美国地球冒险玩家强烈不满，在Miiverse平台联名请愿，呼吁“不要让美国再一次没有地球冒险”。最终美国任天堂尊重玩家意见，突破层层阻碍（主要是相关版权、商标等问题），终于将《地球冒险》重新在北美及欧洲地区获得发售。这是时隔近20年的《地球冒险》重新出现在北美市场，并首次出现在欧洲市场获得了极大的市场关注。IGN专门为Wii U重新发售的《地球冒险》进行评分，并给出9.0的高分。ESRB也为这款重新发售的游戏重新评级为T。一时间沉寂多年的地球冒险系列再次回到了玩家的视野中。
由于超级任天堂版卡带在北美产量有限，游戏的价值也是在发售很久后被挖掘，因此卡带市场价格极高。这也导致了更多的玩家决定在Wii U上购买本作，使得本作在欧美地区的e-Shop中常年位居下载榜前列。

### 地球冒险3
《地球冒险3》是Game Boy Advance平台，地球冒险系列的第三作，主角为琉加。本作是任天堂64平台的《地球冒险3》宣布放弃制作后，于GBA上重新改写剧本并再制作的电子游戏。
地球冒险3的创作可以说历经坎坷，開發企劃自1994年從《地球冒險2》開發完成後開始，首次公开的时候名叫（地球冒险3 - 克迈拉之森），平台为超级任天堂，后转为任天堂64平台继续以全3D游戏开发。
1997年，任天堂公布任天堂64的进化主机64DD的时候宣布，《地球冒险3》将作为64DD的游戏登场，同《塞尔达传说 姆吉拉的假面》共同为新主机护航，并在游戏展上放送了地球冒险3的游戏标题。此时的游戏标题为（地球冒险3 - 奇怪动物之森）。
之后64DD主机流产，地球冒险3再次回归任天堂64平台继续开发，此时已經是1999年（64DD亦於12月1日在日本正式發售），亦是接近任天堂64生命周期的尾声，游戏依然由于技术问题无法完成。比较公认的说法是，创作者糸井重里许多过于天马行空的创意以当时的技术力无法实现，使得游戏开发缓慢，造成內容過於复杂而导致反复推倒重做。1999年8月最后一次公开的时候，游戏标题改为（地球冒险3－猪王的末日），并公开了许多影像视频和试玩环节，曾計劃於2000年5月發行。
2000年8月22日，宣佈《地球冒险3》取消开发，此时已經進入開發第六年的階段。
任天堂公布新主机任天堂GameCube之后，前期重要游戏《任天堂明星大乱斗DX》的制作人樱井政博在一次采访中透露，《地球冒险3》的新主角琉加将代替奈斯参战，使得坊间传闻《地球冒险3》将在NGC平台诞生。但很快糸井重里宣布，《地球冒险3》的制作彻底取消。此后《大乱斗DX》的角色依然使用《地球冒险2》的主角奈斯。
2003年4月，當在Game Boy Advance掌機平台公布於6月20日发售《地球冒险1+2》合集后，糸井重里突然宣布，《地球冒险3》的制作重新启动，并全面重新制作于GBA平台。
两年后，在NDS已经发售一年半的2006年4月20日，《地球冒险3》终于在GBA平台于日本发售，历经由遊戲延期、平台轉移、開發取消、重新開發至發行時間長達12年的坎坷。最终发售的版本重新回归2D画风，其剧本基本基于N64版的《地球冒险3 - 猪王的末日》的大部分设定，但也有一些新剧情。
本作和前兩代相比有些改變，例如故事設定在想像中的世界，和前代的「地球冒險」風格稍有不同，以及戰鬥時可跟著音樂節奏連續攻擊等等。
游戏在日本推出后引发了轰动，其深邃的主题让游戏一时间成为话题游戏。在2006年各大主机游戏进行机能竞赛，画质不断刷新，播放CG电影已经成为游戏的标准配置。在这样的创作环境下，2D画面的《地球冒险3》反而获得了更大的关注度，给了浮躁的游戏开发市场一记警钟。《地球冒险3》的剧情集温情、讽刺、政治、社会于一体，在GBA的画面前提下极好的演出了一部悲喜交加的长篇故事。
和在日本大受欢迎的情况不同，在美国虽然玩家呼声极高，但任天堂美国最终决定不发售欧美英文版本，原因归结于前作《地球冒险2》在美国市场表现并不好。许多人认为此举任天堂没能认清市场形势，仅凭片面数据判断市场规模。事实上，超级任天堂版《地球冒险2》的确在美国销量一般，但这是由于当初并没有在美国很好的宣传，再加上当时的美国游戏界普遍追求最终幻想系列等画面华丽的游戏。因此在当时《地球冒险2》在美国遭遇了冷落。但几年之后，美国玩家纷纷意识到《地球冒险2》的优秀后，由于初期销量不高而任天堂不再生产，导致正版卡带价格居高不下，无法正常体验游戏。在十年之后，《地球冒险2》被欧美游戏评论家评为最优秀的角色扮演游戏之一。可见在《地球冒险2》刚登陆美国的时候，市场表现不好是有原因的，仅凭借那个特殊时期销量不高就认定美国市场不认可这款游戏，从而将《地球冒险3》不登陆欧美市场。这件事曾引起美国玩家非常不满，并在两年后由玩家自发制作了非官方英文版在互联网传播，再次引发游戏讨论热潮，其受欢迎程度甚至高于日本。
在2013年初，北美任天堂似乎重新认识到了地球冒险系列在欧美市场的地位，将“地球冒险”（EarthBound 2）时隔近20年，首次再版发售于Wii U，并且非常畅销。因此《地球冒险3》的英文版制作者向任天堂请愿希望无偿奉献自己的翻译文本，希望任天堂能补发GBA版《地球冒险3》的正规欧美英文版。最终由于翻译版为非官方制作而遭拒绝。
后来，有人在互联网发布了若干自称为NGC版《地球冒险3》的开发图片，但事后被确认为玩家自己绘制的同人图。

### 地球冒险新作
糸井重里在Twitter里明确表示，地球冒险系列不会再有新作了。但不久后又说：“之前我说起过‘Mother再发表’这样的字眼，我们确实在为之工作。但是那并不是《地球冒险4》！我仍然不能提及任何细节，但是我必须重申它不是《地球冒险4》！”除此之外，并没有其他关于地球冒险系列新作的相关消息。